# Pando-Oviedo
Pando-Oviedo es un barrio perteneciente al Distrito 6 de la ciudad de Oviedo, en el Principado de Asturias, España.

## Demografía
Según las estadísticas del Ayuntamiento de Oviedo correspondientes al padrón municipal el barrio o contaba a fecha 31 de mayo de 2023 con 1.620 habitantes.

## Transportes públicos

### Autobuses
El barrio se encuentra localizado próximo a la Estación de Autobuses de Oviedo. Cuenta con diferentes destinos regionales, nacionales, internacionales y conexión directa con el aeropuerto de Asturias.

### Ferrocarril
Pando-Oviedo se encuentra comunicado por ferrocarril encontrándose localizado próximo a la Estación de Oviedo.  
La Estación de Oviedo cuenta con servicios de cercanías encontrándose en el centro del núcleo de cercanías de Asturias y formado parte de la línea C-1 (Gijón - Puente de los Fierros), la línea C-2 (Oviedo - El Entrego) y la línea C-3 (Oviedo - San Juan de Nieva) de Renfe Cercanías y de la línea C-5a (Oviedo - Gijón), la línea C-6 (Oviedo - Infiesto) y la línea C-7 (Oviedo - San Esteban de Pravia) de Renfe Cercanías AM.
Cuenta además con servicios regionales formando parte de la línea R24 (Gijón - León) Regional de Renfe Media Distancia y de la línea R-1f (Oviedo - Ferrol) y la línea R-2f (Oviedo - Santander) de Renfe Cercanías AM.
La estación dispone de servicios Alvia de larga distancia y alta velocidad con conexión directa a Madrid, Alicante y Castellón, estando previstos próximamente servicios AVE.